# Rodney Berman
Rodney Berman er medlem af Liberal Democrats og leder af byrådet i Cardiff. 